# 魏阿赫
魏阿赫（德語：Weiach）是瑞士联邦苏黎世州迪尔斯多夫区的市镇。该市镇面积为9.58平方千米，海拔高度390米，2018年12月31日人口数为1,809。

## 外部連結
- 魏阿赫官方网站 （页面存档备份，存于） （德文）